# Woodsville (Nowy Jork)
Woodsville – jednostka osadnicza w Stanach Zjednoczonych, w stanie Nowy Jork, w hrabstwie Livingston.